# Kudadhoo (Alif Dhaal)
Pour les articles homonymes, voir Kudadhoo.
Kudadhoo est une petite île inhabitée des Maldives.

## Géographie
Kudadhoo est située dans le centre des Maldives, au Sud de l'atoll Ari, dans la subdivision de Alif Dhaal. 